# Route nationale 51 (France)
Pour les articles homonymes, voir Route nationale 51.
La route nationale 51, ou RN 51, est une route nationale française reliant Witry-lès-Reims (au nord-est de Reims) à Rethel, ayant vocation à être remplacée par l’A34. Elle est en 2×2 voies. Avant 2005, elle reliait Épernay à Givet et avant 1972, elle reliait Orléans
à Givet.
Entre Reims et Rethel, elle fait partie des routes européennes E46 et E420, bien que cette dernière ne figure pas sur la signalisation.

## Historique
À l'origine la RN 51 reliait Orléans à Givet. En 1978, la section Montereau-Fault-Yonne - Épernay fut déclassée en RD 951 (RD 403 en Seine-et-Marne) et pour conserver une cohérence, la section Orléans - Fontainebleau fut affectée à la route nationale 152.
À la suite de la réforme de 2005, la RN 51 a presque totalement disparu : le tracé entre Épernay et Reims a été déclassé en RD 951, et le tracé entre Rocroi et Givet en RD 8051.
Entre Reims et Rethel, l’actuelle voie rapide a vocation à être remplacée par l'A34, déjà existante sur le contournement Est de Reims (reprenant le parcours de la RN 244) et entre Rethel et Charleville-Mézières. Depuis 2002, sur cette section, une route départementale baptisée RD 951 reprenant partiellement le parcours de la RN 51 (hormis sur la partie entre Yvernaumont et Saint-Pierre-sur-Vence) longe en parallèle l’A34.
À la suite de l’inauguration de l’A304 en 2018, le tracé entre la RN 43 (carrefour du Piquet à Tremblois-lès-Rocroi) et Rocroi a été supprimé, l’A304 reprenant son parcours.

## Parcours

### D'Orléans à Épernay (avant 1972)
Les communes traversées sont :
- Orléans N 152
- Saint-Jean-de-Braye
- Loury
- Chilleurs-aux-Bois
- Santeau
- Pithiviers
- Malesherbes
- La Chapelle-la-Reine
- Ury
- Fontainebleau

Tronc commun avec la RN 5 (renumérotée RN 6, puis RD 606) et la RN 5bis (renumérotée RN 105, puis RD 605)
- Montereau-Fault-Yonne D 411
- Marolles-sur-Seine
- Bazoches-lès-Bray
- Mousseaux-lès-Bray
- Bray-sur-Seine
- Nogent-sur-Seine D 951
- La Saulsotte
- Villenauxe-la-Grande
- Barbonne-Fayel
- Saudoy
- Sézanne
- Soizy-aux-Bois
- Baye
- Champaubert
- La Caure
- Montmort-Lucy
- Moussy
- Pierry
- Épernay

### D'Épernay à Charleville-Mézières (avant 1972)

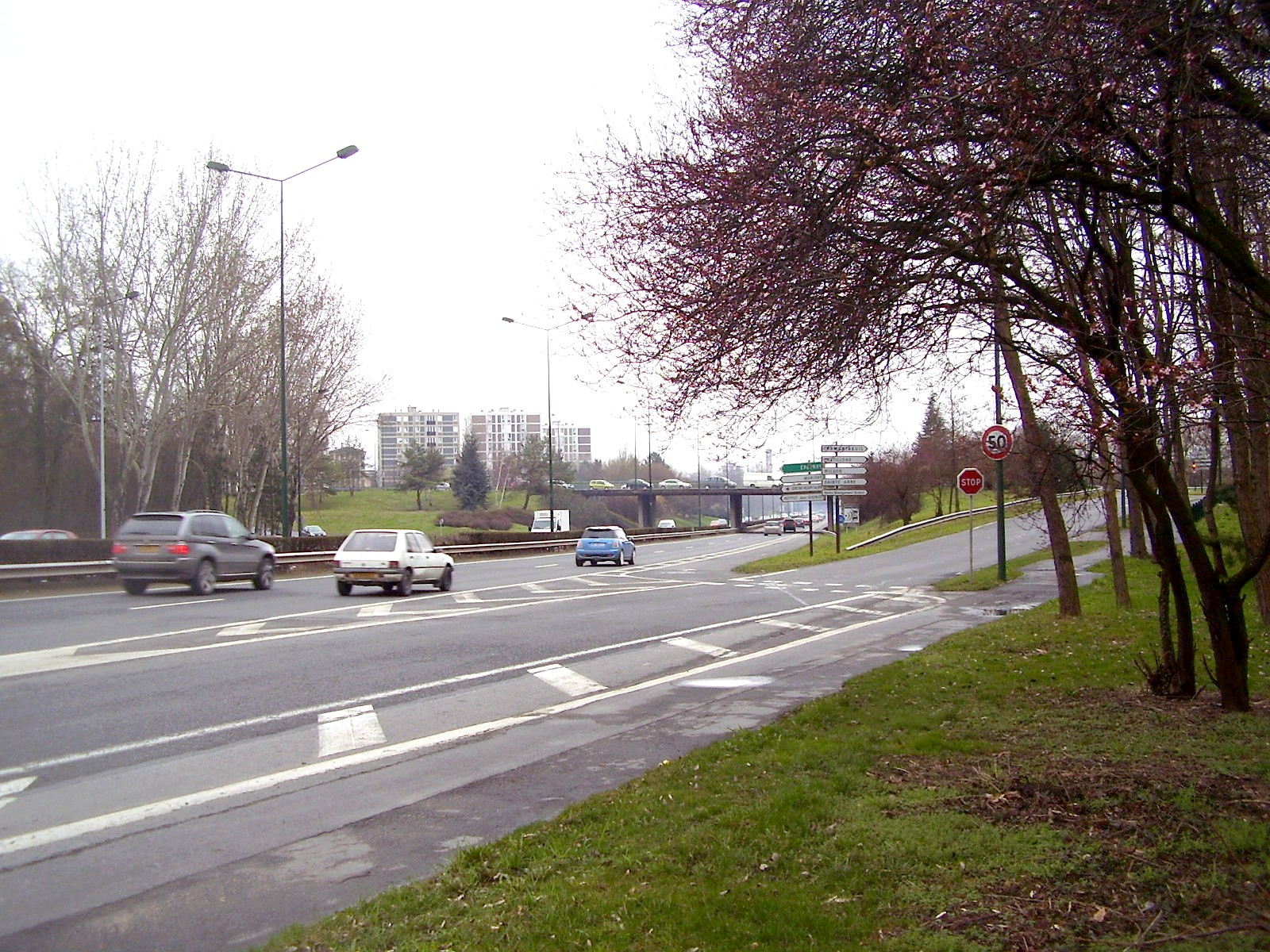
L'avenue de Champagne dans le sud de Reims

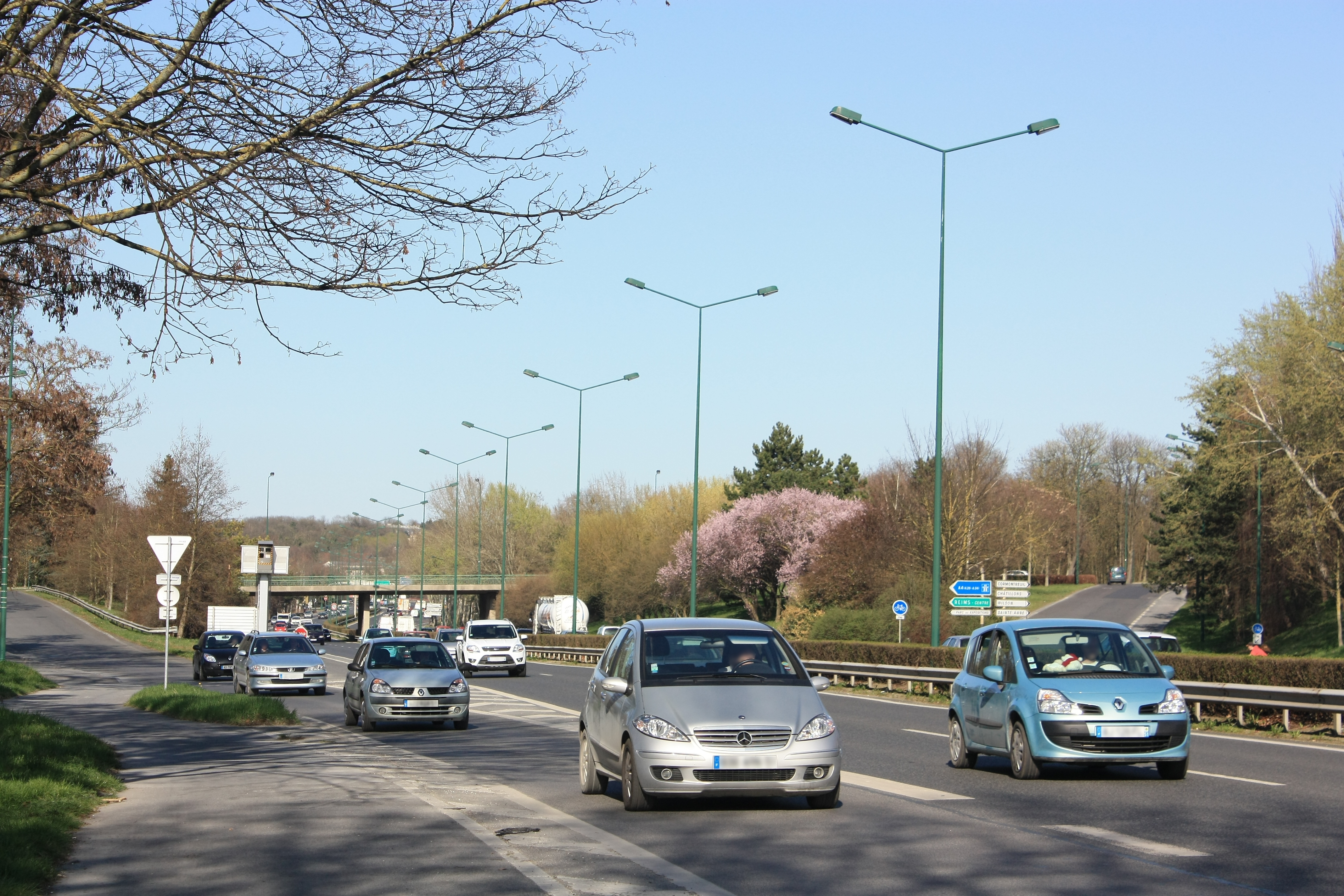
La RD 951 ou avenue de Champagne est en 2×2 ou 2×3 voies dans la partie sud de Reims

Les communes traversées sont :
- Épernay (km 235)
- Magenta
- Dizy
- Champillon
- Reims (km 262)
- Witry-lès-Reims
- Isles-sur-Suippe
- Tagnon
- Rethel (km 300)
- Novy-Chevrières
- Vauzelles
- Saulces-Monclin
- Faissault
- Villers-le-Tourneur
- Poix-Terron (km 333)
- Yvernaumont
- Boulzicourt
- La Francheville
- Charleville-Mézières (km 348)

### De Charleville-Mézières au Piquet (avant 1972)
La route a été renommée RN 43 Les communes traversées sont :
- Tournes N 43
- Cliron
- Lonny
- Rimogne
- Le Piquet, commune de Tremblois-lès-Rocroi

### Du Piquet à Givet (avant 1972)

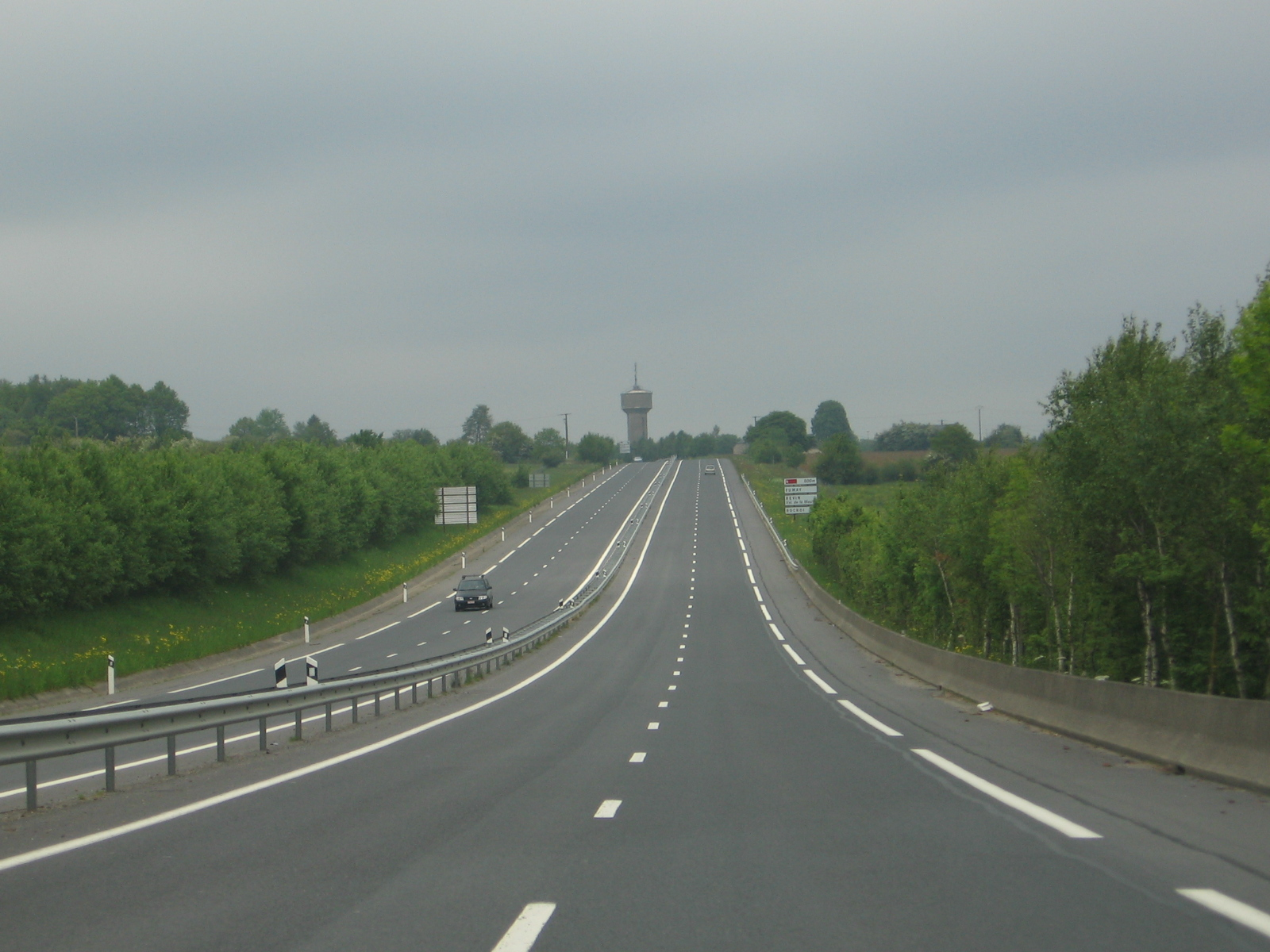
L’A304 au niveau de Rocroi

Les communes traversées sont :
- Rocroi (km 379) N 51
- Fumay (km 398)
- Fépin
- Montigny-sur-Meuse
- Vireux-Molhain
- Givet (km 424)
- Belgique N 96

## Voie rapide (entre Reims et Rethel)
- L'A34 devient la RN 51.
- 15 Rethel - Pargny (RD 951) : ZI Rethel-Pargny (demi échangeur depuis et vers Charleville-Mézières)
- 16 L'Étoile (RD 985) : Rethel, Château-Porcien, Novion-Porcien, Signy-l'Abbaye
- 17 Rozoy-sur-Serre (RD 946) : Château-Porcien, Chaumont-Porcien, Rozoy-sur-Serre (demi échangeur depuis et vers Reims)
  -  Pont sur l'Aisne
  -  Pont sur le Canal des Ardennes
- 18 Acy-Romance (RD 18) : Sault-lès-Rethel, Rethel, Acy-Romance, Asfeld, Vouziers
- 19.1 Tagnon - nord : Tagnon (vers Sedan)
- 19 Tagnon - ouest : Tagnon (de Sedan et vers Reims)
- 20 Tagnon - sud (RD 8051a) : Tagnon (de Reims)
- 21 Le Pont Royal (RD 925) : Bergnicourt, Le Châtelet-sur-Retourne, Juniville
  -  Pont sur la Retourne
  -  Pont sur la Suippe
- 22 Isles-sur-Suippe (RD 20) : Isles-sur-Suippe, Bazancourt, Warmeriville
- 23 Les Sohettes (RD 20A) : Les Sohettes
- 24 Pomacle - Village (RD 30) : Caurel, Lavannes, Pomacle
- La RN 51 redevient l'A34.